# R33 (léghajóosztály)
Az R33-as léghajóosztály a brit haditengerészet típusa volt az első világháború után. Mindössze két ilyen gép készült, az R33 és az R34. Utóbbi azzal szerzett hírnevet, hogy először repülte át leszállás nélkül az Atlanti-óceánt.

## Kéthajós osztály
Az R33-as léghajóosztály elődje az R31-es volt. 1916-ban már készültek az R33-as tervei, amikor az LZ 76-os német zeppelin Angliában ért földet. A legénység megpróbálta megsemmisíteni a gépet, de az szinte sértetlenül, jó állapotú motorokkal került a britek kezébe, akik öt hónapon át tanulmányozták felépítését és működését. Tapasztalataikat felhasználták az R33-as osztály tervezésénél. A típusból két példányt rendelt a haditengerészet. Az R33-ast a barlow-i Armstrong-Whitworth-cég, az R34-est az inchinnan Beardmore-üzem készítette. Az összeszerelés 1918-ban kezdődött.
Hosszuk 196 méter, átmérőjük 24 méter, térfogatuk 55 ezer köbméter volt. A típus hajói csaknem 26,5 tonna súlyt tudtak a levegőbe emelni és öt 12 hengeres Sunbeam Maori típusú motor hajtotta őket. Csakúgy, mint kortársaikat, hidrogénnel töltötték fel az R33-asokat. A gáz 19 rekeszben volt. Az R33-as első felszállása 1919. március 6-án volt. Az R33-as léghajót 1928-ban vonták ki a szolgálatból, az R34-es viszont 1921 januárjában – kevéssel transzatlanti útja után – tönkrement, és le kellett selejtezni.

## Fordítás
- Ez a szócikk részben vagy egészben  a   R33-class airship című angol Wikipédia-szócikk fordításán alapul.  Az eredeti cikk szerkesztőit annak laptörténete sorolja fel. Ez a jelzés csupán a megfogalmazás eredetét és a szerzői jogokat jelzi, nem szolgál a cikkben szereplő információk forrásmegjelöléseként.